# 1964年アメリカグランプリ
1964年アメリカグランプリ (1964 United States Grand Prix) は、1964年のF1世界選手権第9戦として、1964年10月4日にワトキンズ・グレン・グランプリ・サーキットで開催された。
レースは110周で行われ、BRMのグラハム・ヒルが4番手スタートから優勝、フェラーリのジョン・サーティースが2位、ロブ・ウォーカー・レーシングチームでブラバムを駆るジョー・シフェールが3位となった。

## レース概要
BRMのグラハム・ヒルが2年連続でアメリカGPを制し、1964年のチャンピオン争いでジョン・サーティースとジム・クラークをリードした。フェラーリのサーティースは30.5秒遅れの2位となった。
フェラーリはサーティースとロレンツォ・バンディーニのために4台のマシンを持ち込んだ。しかし、カラーリングはレースプログラムで宣伝された通常の「燃えるような赤」ではなかった。エンツォ・フェラーリは、スポーツカーの250LMをGTカーとしてFIAの公認を受けられなかったことに怒り、参加者ライセンスを返上していたので、ルイジ・キネッティ率いるフェラーリの北米代理店「ノース・アメリカン・レーシング・チーム(NART)」によってエントリーされ、マシンはアメリカ合衆国のナショナルカラーである青と白に塗装された。本レースには20台のエントリーがあったが、BRMから3台目のマシンで出走する予定だった地元出身のA.J.フォイトのみ欠場した。
サーキット運営会社のワトキンズ・グレン・グランプリ・コーポレーションは、再舗装された路面にとても満足していたため、120mph(約193km/h)のラップタイム(1分8秒9)が可能であると信じ、120mphを超えた最初のドライバーには120本のシャンパンを贈呈することになっていた。チャンピオンを争う3人と地元出身のダン・ガーニーがポールポジション争いを繰り広げ、前年のヒルの予選最速タイム(1分13秒4)を上回ることはできたが、120mphを超えることはできなかった。
チーム・ロータスのコーリン・チャップマンは、クラークのために古い25と新しい33を用意した。しかし、クラークは33で練習する時間がほとんどなく、信頼できる古い25でポールポジションを獲得する最速タイム(1分12秒65)をマークしたため、彼は決勝で25を使用することにした。サーティース、ガーニー、ヒルも1分13秒を切り、続いてブルース・マクラーレンとクラークのチームメイトのマイク・スペンスが続いた。
日曜日は冷たい風と明るい日差しの下、次戦が最終戦となる緊迫したチャンピオン争いを65,000人が観戦した。ヒルはクラークを2点差でリードし、サーティースは過去3戦のうち2戦で優勝し、クラークと2点差の3位であった。ディフェンディングチャンピオンのクラークはスタートでラインを外れてしまい、サーティーズとスペンスに抜かれて3位に下がった。1周目を終えた時点で、サーティース、スペンス、ヒル、クラーク、ジャック・ブラバム、イネス・アイルランド、ガーニー、マクラーレンの順となった。
ガーニーはすぐにアイルランドとブラバムを抜き、スタートでの出遅れを取り戻した。ヒルはスペンスを抜いて一時的に2位へ上がったが、クラークがスペンスとヒルを抜いて一気に2位に上がり、サーティースに迫る。クラークは13周目にピット手前の右コーナーでサーティースを抜いてトップに立った。それから18周の間、クラークはサーティースから逃げ続けた。ガーニーはスペンスを抜き、3位のヒルを追う。ヒルは31周目にサーティースを抜いて2位に上がった。
40周目、クラークのロータスは燃料噴射装置にトラブルが発生して失火し始めた。サーティース、ヒル、ガーニーは、44周目にピットインする前にクラークを追い抜いた。クルーがインジェクションシステムを調整するために2周をロスしてコースへ復帰したが、6周後に再び止まってしまった。チャップマンは4位を走行していたチームメイトのスペンスをピットへ呼び、クラークがヒルとサーティースを上回り、両者が獲得できるポイントを減らすことができると期待して、クラークとマシンを交換した。スペンスはクラークのマシンでレースを続けたが、5周後にリタイアした。なお、F1世界選手権で車両をシェアしたのは本レースが最後である。
その間、ヒルは45周目にサーティースからリードを奪い返した。61周目にヒルのチームメイトである地元出身のリッチー・ギンサーに近づき、ギンサーはヒルをパスさせ、サーティースとガーニーを抑えた。サーティースとガーニーは1周後にギンサーを抜いたが、それまでにヒルは50ヤード(約46m)のリードを築いていた。2周後、サーティースは別のバックマーカーをパスする際にスピンを喫し、これで2位に上がったガーニーだったが、70周目にエンジントラブルでリタイアした。
3位を走るクラークは、ヒルより1周で2秒速いタイムで追撃し、予選タイムに匹敵するファステストラップ(1分12秒7)を81周目に記録したが、燃料ポンプのトラブルでガス欠状態となったため、102周でリタイアした(7位完走扱い)。ヒルとサーティースは最後まで順調に周回し、ヒルが今シーズン2勝目を収め、サーティースが2位でとなった。ドライバーズチャンピオン争いは、ヒルがサーティースより5点、クラークより9点リードして最終戦メキシコGPを迎えることになった。ロブ・ウォーカーからブラバムを走らせたジョー・シフェールが初の3位表彰台を獲得した。以下、ギンサーが4位、チーム・ロータスからスポット参戦した地元出身のウォルト・ハンスゲンが5位、BRPのトレバー・テイラーが6位となった。ハンスゲンはF1最後のレースでF1キャリア唯一のポイントを、テイラーは今シーズン唯一となるポイントをそれぞれ獲得した。

## エントリーリスト
| チーム                                       | No. | ドライバー               | コンストラクター | シャシー | エンジン                    |
| -------------------------------------------- | --- | ------------------------ | ---------------- | -------- | --------------------------- |
| チーム・ロータス                             | 1   | ジム・クラーク           | ロータス         | 25 1     | クライマックス FWMV 1.5L V8 |
| チーム・ロータス                             | 2   | マイク・スペンス         | ロータス         | 33 1     | クライマックス FWMV 1.5L V8 |
| チーム・ロータス                             | 17  | ウォルト・ハンスゲン     | ロータス         | 33       | クライマックス FWMV 1.5L V8 |
| オーウェン・レーシング・オーガニゼーション   | 3   | グラハム・ヒル           | BRM              | P261     | BRM P60 1.5L V8             |
| オーウェン・レーシング・オーガニゼーション   | 4   | リッチー・ギンサー       | BRM              | P261     | BRM P60 1.5L V8             |
| オーウェン・レーシング・オーガニゼーション   | 24  | A.J.フォイト 2           | BRM              | P61      | BRM P56 1.5L V8             |
| ブラバム・レーシング・オーガニゼーション     | 5   | ジャック・ブラバム       | ブラバム         | BT11     | クライマックス FWMV 1.5L V8 |
| ブラバム・レーシング・オーガニゼーション     | 6   | ダン・ガーニー           | ブラバム         | BT7      | クライマックス FWMV 1.5L V8 |
| ノース・アメリカン・レーシングチーム         | 7   | ジョン・サーティース     | フェラーリ       | 158 3    | フェラーリ 205B 1.5L V8     |
| ノース・アメリカン・レーシングチーム         | 8   | ロレンツォ・バンディーニ | フェラーリ       | 1512 4   | フェラーリ 207 1.5L F12     |
| クーパー・カー・カンパニー                   | 9   | ブルース・マクラーレン   | クーパー         | T73      | クライマックス FWMV 1.5L V8 |
| クーパー・カー・カンパニー                   | 10  | フィル・ヒル             | クーパー         | T73      | クライマックス FWMV 1.5L V8 |
| ブリティッシュ・レーシング・パートナーシップ | 11  | イネス・アイルランド     | BRP              | Mk2      | BRM P56 1.5L V8             |
| ブリティッシュ・レーシング・パートナーシップ | 12  | トレバー・テイラー       | BRP              | Mk2      | BRM P56 1.5L V8             |
| レグ・パーネル・レーシング                   | 14  | マイク・ヘイルウッド     | ロータス         | 25       | BRM P56 1.5L V8             |
| レグ・パーネル・レーシング                   | 15  | クリス・エイモン         | ロータス         | 25       | BRM P56 1.5L V8             |
| R.R.C. ウォーカー・レーシングチーム          | 16  | ヨアキム・ボニエ         | ブラバム         | BT7      | クライマックス FWMV 1.5L V8 |
| R.R.C. ウォーカー・レーシングチーム          | 22  | ジョー・シフェール       | ブラバム         | BT11     | BRM P56 1.5L V8             |
| R.R.C. ウォーカー・レーシングチーム          | 23  | ハップ・シャープ         | ブラバム         | BT11     | BRM P56 1.5L V8             |
| ホンダ・R&D・カンパニー                      | 25  | ロニー・バックナム       | ホンダ           | RA271    | ホンダ RA271E 1.5L V12      |
| ソース:                                      |     |                          |                  |          |                             |

追記
- タイヤは全車ダンロップ
- ^1 - クラークは練習走行でカーナンバー1の25とカーナンバー2の33を走らせた。決勝はカーナンバー1の25でスタートし、49周目にスペンスとマシンを交換した
- ^2 - エントリーしたが出場せず[5]
- ^3 - サーティースは練習走行でカーナンバー7の158と156 Aeroを走らせ、決勝は158でスタートした
- ^4 - 1512はサーティースとバンディーニの両者のためにカーナンバー8で登録され、バンディーニが練習走行から決勝までドライブした

## 結果

### 予選
| 順位    | No. | ドライバー               | コンストラクター        | タイム  | 差    | グリッド |
| ------- | --- | ------------------------ | ----------------------- | ------- | ----- | -------- |
| 1       | 1   | ジム・クラーク           | ロータス-クライマックス | 1:12.65 | —     | 1        |
| 2       | 7   | ジョン・サーティース     | フェラーリ              | 1:12.78 | +0.13 | 2        |
| 3       | 6   | ダン・ガーニー           | ブラバム-クライマックス | 1:12.90 | +0.25 | 3        |
| 4       | 3   | グラハム・ヒル           | BRM                     | 1:12.92 | +0.27 | 4        |
| 5       | 9   | ブルース・マクラーレン   | クーパー-クライマックス | 1:13.10 | +0.45 | 5        |
| 6       | 2   | マイク・スペンス         | ロータス-クライマックス | 1:13.33 | +0.68 | 6        |
| 7       | 5   | ジャック・ブラバム       | ブラバム-クライマックス | 1:13.63 | +0.98 | 7        |
| 8       | 8   | ロレンツォ・バンディーニ | フェラーリ              | 1:13.85 | +1.20 | 8        |
| 9       | 16  | ヨアキム・ボニエ         | ブラバム-クライマックス | 1:14.07 | +1.42 | 9        |
| 10      | 11  | イネス・アイルランド     | BRP-BRM                 | 1:14.35 | +1.70 | 10       |
| 11      | 15  | クリス・エイモン         | ロータス-BRM            | 1:14.43 | +1.78 | 11       |
| 12      | 22  | ジョー・シフェール       | ブラバム-BRM            | 1:14.65 | +2.00 | 12       |
| 13      | 4   | リッチー・ギンサー       | BRM                     | 1:14.67 | +2.02 | 13       |
| 14      | 25  | ロニー・バックナム       | ホンダ                  | 1:14.90 | +2.25 | 14       |
| 15      | 12  | トレバー・テイラー       | BRP-BRM                 | 1:15.30 | +2.65 | 15       |
| 16      | 14  | マイク・ヘイルウッド     | ロータス-BRM            | 1:15.65 | +3.00 | 16       |
| 17      | 17  | ウォルト・ハンスゲン     | ロータス-クライマックス | 1:15.90 | +3.25 | 17       |
| 18      | 23  | ハップ・シャープ         | ブラバム-BRM            | 1:18.23 | +5.58 | 18       |
| 19      | 10  | フィル・ヒル             | クーパー-クライマックス | 1:19.63 | +6.98 | 19       |
| ソース: |     |                          |                         |         |       |          |

### 決勝
| 順位    | No. | ドライバー                      | コンストラクター        | 周回数 | タイム/リタイア原因                 | グリッド | ポイント |
| ------- | --- | ------------------------------- | ----------------------- | ------ | ----------------------------------- | -------- | -------- |
| 1       | 3   | グラハム・ヒル                  | BRM                     | 110    | 2:16:38.0                           | 4        | 9        |
| 2       | 7   | ジョン・サーティース            | フェラーリ              | 110    | +30.5                               | 2        | 6        |
| 3       | 22  | ジョー・シフェール              | ブラバム-BRM            | 109    | +1 Lap                              | 12       | 4        |
| 4       | 4   | リッチー・ギンサー              | BRM                     | 107    | +3 Laps                             | 13       | 3        |
| 5       | 17  | ウォルト・ハンスゲン            | ロータス-クライマックス | 107    | +3 Laps                             | 17       | 2        |
| 6       | 12  | トレバー・テイラー              | BRP-BRM                 | 106    | +4 Laps                             | 15       | 1        |
| 7       | 2   | マイク・スペンス ジム・クラーク | ロータス-クライマックス | 102    | 燃料切れ/燃料ポンプ                 | 6        |          |
| 8       | 14  | マイク・ヘイルウッド            | ロータス-BRM            | 101    | オイルポンプ                        | 16       |          |
| Ret     | 6   | ダン・ガーニー                  | ブラバム-クライマックス | 69     | 油圧低下                            | 3        |          |
| NC      | 23  | ハップ・シャープ                | ブラバム-BRM            | 65     | 規定周回数不足                      | 18       |          |
| Ret     | 8   | ロレンツォ・バンディーニ        | フェラーリ              | 58     | エンジン                            | 8        |          |
| Ret     | 1   | ジム・クラーク マイク・スペンス | ロータス-クライマックス | 54     | 燃料噴射                            | 1        |          |
| Ret     | 25  | ロニー・バックナム              | ホンダ                  | 50     | エンジン/シリンダーヘッドガスケット | 14       |          |
| Ret     | 15  | クリス・エイモン                | ロータス-BRM            | 47     | スターター                          | 11       |          |
| Ret     | 16  | ヨアキム・ボニエ                | ブラバム-クライマックス | 37     | リアアクスル                        | 9        |          |
| Ret     | 9   | ブルース・マクラーレン          | クーパー-クライマックス | 27     | エンジン/バルブ                     | 5        |          |
| Ret     | 5   | ジャック・ブラバム              | ブラバム-クライマックス | 14     | エンジン                            | 7        |          |
| Ret     | 10  | フィル・ヒル                    | クーパー-クライマックス | 4      | イグニッション                      | 19       |          |
| Ret     | 11  | イネス・アイルランド            | BRP-BRM                 | 2      | ギアボックス                        | 10       |          |
| ソース: |     |                                 |                         |        |                                     |          |          |

ラップリーダー
- 1-12=サーティース、13-43=クラーク、44=サーティース、45-110=G.ヒル

## 第9戦終了時点のランキング
|   | 順位 | ドライバー               | ポイント |
| - | ---- | ------------------------ | -------- |
|   | 1    | グラハム・ヒル           | 39 (41)  |
| 1 | 2    | ジョン・サーティース     | 34       |
| 1 | 3    | ジム・クラーク           | 30       |
|   | 4    | リッチー・ギンサー       | 23       |
|   | 5    | ロレンツォ・バンディーニ | 19       |

|  | 順位 | コンストラクター        | ポイント |
|  | ---- | ----------------------- | -------- |
|  | 1    | フェラーリ              | 43       |
|  | 2    | BRM                     | 42 (51)  |
|  | 3    | ロータス-クライマックス | 36 (37)  |
|  | 4    | ブラバム-クライマックス | 21       |
|  | 5    | クーパー-クライマックス | 16       |

- 注:  トップ5のみ表示。ベスト6戦のみがカウントされる。ポイントは有効ポイント、括弧内は総獲得ポイント。